# 阿瑟瑞尔
阿瑟瑞尔（Assaria）為美國堪薩斯州薩林縣的一座城市。根據2010年美國人口普查，此城市人口有413人。

## 歷史
阿瑟瑞尔於1879年設立。此城市首間郵政局於1879年9月開設。

## 地理
阿瑟瑞尔坐落在北緯38度40分49秒、西經97度36分15秒（亦可表示為38.680374, -97.604029）處。根據美国人口调查局的資料，此城市總面積為0.19平方英里（0.49平方），全境皆為陸地。

## 人口統計
| 调查年                | 人口 | 备注   | %±     |
| --------------------- | ---- | ------ | ------ |
| 1880                  | 56   |        | —      |
| 1890                  | 180  |        | 221.4% |
| 1900                  | 214  |        | 18.9%  |
| 1910                  | 246  |        | 15.0%  |
| 1920                  | 234  |        | −4.9%  |
| 1930                  | 201  |        | −14.1% |
| 1940                  | 232  |        | 15.4%  |
| 1950                  | 221  |        | −4.7%  |
| 1960                  | 322  |        | 45.7%  |
| 1970                  | 303  |        | −5.9%  |
| 1980                  | 414  |        | 36.6%  |
| 1990                  | 387  |        | −6.5%  |
| 2000                  | 438  |        | 13.2%  |
| 2010                  | 413  |        | −5.7%  |
| 2015年估计            | 411  | [ 10 ] | −0.5%  |
| U.S. Decennial Census |      |        |        |

此城市屬薩萊那小都會統計區的一部分。

### 2010年普查
據2010年人口普查，此城市人口有413人，戶數159戶，122個家庭。人口密度為839.3人/每平方公里（2,173.7人/每平方英里）。此城市有171棟住宅，平均每平方公里有347.5棟住宅。此城市居民之種族中，白人佔98.3%，美洲原住民佔0.2%，混血種族則佔1.5%。而西班牙裔或拉丁裔美國人佔此城市人口的1.9%。
此城市之戶籍數計有159戶。其中擁有18歲以下孩童的住戶佔34.6%；已婚夫婦且同居的住戶佔65.4%，住戶為女性單親者佔6.3%；住戶為男性單親者佔5.0%；住戶並非一個家庭的佔23.3%。住戶為獨自一人居住的佔全戶之18.2%，其中有7.6%為65歲或以上之獨居老人。每戶住戶平均成員人數為2.60人，每個家庭平均成員人數則是2.95人。
此城市居民之年齡中位數為39.7歲。以年齡層分類，年齡低於18歲者佔27.4%；年齡介在18歲至24歲之間者佔6.3%；年齡介在25歲至44歲之間者佔22.6%；年齡介在45歲至64歲之間者佔30.4%；年齡高於65歲者佔13.3%。男性佔全市人口之50.8%，女性則佔全市人口之49.2%。

### 2000年普查
據2000年人口普查，此城市人口有438人，戶數153戶，123個家庭。人口密度為845.6人/每平方公里（2,220.0人/每平方英里）。此城市有160棟住宅，平均每平方公里有308.9棟住宅。此城市居民之種族中，白人佔95.43%，美洲原住民佔1.14%，亞裔美國人佔0.23%，其他種族佔2.05%，混血種族則佔1.14%。而西班牙裔或拉丁裔美國人佔此城市人口的3.65%。
此城市之戶籍數計有153戶，其中擁有18歲以下孩童的住戶佔43.8%；已婚夫婦且同居的住戶佔72.5%，住戶為女性單親者佔7.2%；住戶並非一個家庭的佔19.0%。住戶為獨自一人居住的佔全戶之15.7%，其中有4.6%為65歲或以上之獨居老人。每戶住戶平均成員人數為2.86人，每個家庭平均成員人數則是3.23人。
以年齡層分類，年齡低於18歲者佔32.4%；年齡介在18歲至24歲之間者佔7.1%；年齡介在25歲至44歲之間者佔29.9%；年齡介在45歲至64歲之間者佔20.3%；年齡高於65歲者佔10.3%。此城市居民之年齡中位數為35歲。性別比方面，每100名女性所對應的男性數為95.5名，如只計算18歲或以上的居民，則是每100名女性所對應的男性數為85.0名。
此城市每戶平均收入為44,792美元，每個家庭平均收入為45,833美元。男性平均收入34,063美元；女性平均收入24,375美元。此城市人均收入為19,381美元。此城市有1.9%的居民低於貧窮門檻，其中65歲以上者佔2.2%。

## 教育

### 中小學教育
阿瑟瑞尔屬第306聯合學區的一部分。

## 外部連結
城市
- 阿瑟瑞尔—公職人員名錄

學校
- USD 306 （页面存档备份，存于），所在學區

歷史
- Renaissance Cafe （页面存档备份，存于）, in former 1919 Assaria High School
- YouTube上的Brandon Sherwoods Forest - Creating Harmony With Art, from Hatteberg's People on KAKE TV news

地圖
- 阿瑟瑞尔市地圖 （页面存档备份，存于），堪薩斯州運輸部